# Delegorgues duif
De Delegorgues duif (Columba delegorguei) is een vogel uit de familie van duiven (Columbidae). De Franse natuuronderzoeker Adulphe Delegorgue (1814-1850) heeft deze vogel in 1847 beschreven en naar zichzelf genoemd.

## Verspreiding en leefgebied
Deze soort komt voor in oostelijk en zuidoostelijk Afrika en telt twee ondersoorten:
- C. d. sharpei: van zuidoostelijk Soedan tot Tanzania.
- C. d. delegorguei: van Malawi tot oostelijk Zuid-Afrika.